# Hayami Gyoshū

Tanz in den Flammen

Hayami Gyoshū (japanisch 速水 御舟; geb. 2. August 1894 in Tokio; gest. 20. März 1935) war ein japanischer Maler der Nihonga-Richtung.

## Leben und Werk
Hayami Gyoshū heißt eigentlich Makida Eiichi (蒔田栄一). Im Alter von 13 Jahren besuchte er die Kunstschule Angadō Gajuku (安雅堂画塾) des Malers Matsumoto Fūko (1840–1923), wo er alte Gemälde aus der Song-, Yuan-Zeit und Yamato-e kopierte. Mit seinen Mitschülern gründete er den „Eichel-Club“ (団栗会, Donguri-kai) und war eifrig dabei, mit ihnen zusammen durch die Natur zu streifen und zu zeichnen. 1909 verlieh ihm sein Lehrer Fukō den Künstlernamen Kako (禾湖). Ab 1910 zeigte Gyoshū Bilder im Yamatoe- und Rimpa-Stil in der Tatsumi gakai, der Ugō-kai, der Bijutsu Kensei-kai und an anderen Orten. 1911 wurde sein Bild „Richtfest“ (室壽の讌, Murohogi no en) von kaiserlichen Hofamt gekauft. Im selben Jahr trat er der Kōji-kai (紅児会) bei, zu der Imamura Shikō, Yasuda Yukihiko, Kobayashi Kokei und andere gehörten.
Im Jahr 1912 änderte er seinen Namen in Kōnen (浩然), aber 1914, als er die Nachfolge in der Familie seiner Mutter antreten konnte, nannte er sich Gyoshū. Als im selben Jahr das Nihon Bijutsu-in (日本美術院) wiederbelebt wurde, reichte er dort sein Bild „Papierherstellung im Nachbardorf“ (近村紙すき場, Kinson kamisukiba) ein und wurde Mitglied. Als dann 1914 die Künstlervereinigung um Imamura, die Sekiyō-kai (赤曜会) gegründet wurde, wurde er auch dort Mitglied und bereicherte sie mit seiner Einbindung der Nanga- und Rimpa-Maltradition. Als dann Imamura unerwartet 1916 starb, verlor Gyoshū einen seiner besten Freunde.
1917 stellte Gyoshū bei der 4. Ausstellung des Bijutsu-in „Sechs Szenen zu Kyōto“ (洛外六第), eine Bilderreihe, die von Yokoyama Taikan, Shimomura Kanzan und anderen Mitgliedern hoch geschätzt wurde. Das unten gezeigte Bild trägt den Titel „Das Dorf Shugakuin im Norden Kyotos“ (洛北修学院村, Rakuhoku Shugakuin-mura). Kurz darauf wurde er im Alter von 23 Jahren assoziiertes Mitglied des Bijutsu-in. 1920 stellte er das Bild „Maiko von Kyōto“ (京の舞子, Kyō no maiko) aus, das wegen seiner realistischen Darstellung zu Kontroversen führte.
Gyoshū verfolgte dennoch innerhalb des Nihonga weiter seine persönliche Malweise. So entstanden Bilder „Tanz in den Flammen“ (炎舞, Embu) und „Berühmte Kamelie, die Blüten verlierend“ (名樹散椿, Meiju chiritsubaki), die ihn bis heute berühmt machten. Beide sind als Wichtiges Kulturgut Japans deklariert und befinden sich, zusammen mit über 100 weiteren Werken im Besitz des Yamatane-Kunstmuseums. Auch das Stellschirm-Paar „Moosgrün und Wiesengrün“ (翠苔緑芝, Suitai ryokushi) mit einer Breite zusammen 7 m gehört dem Museum.
1930 bereiste Gyoshū verschiedene Länder in Europa, reiste nach Griechenland und Ägypten, 1932 reiste er durch Korea. 1934 erkrankte er und starb im März 1935, nur 41 Jahre alt.
Einer seiner wenigen unmittelbaren Schüler war Takahashi Shūsō, der sich nach Gyoshūs Tod im Jahr 1935 um den Nachlass seines Lehrers kümmerte.

## Bilder

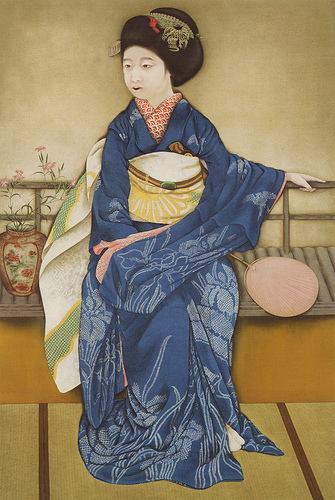
Maiko aus Kyōto
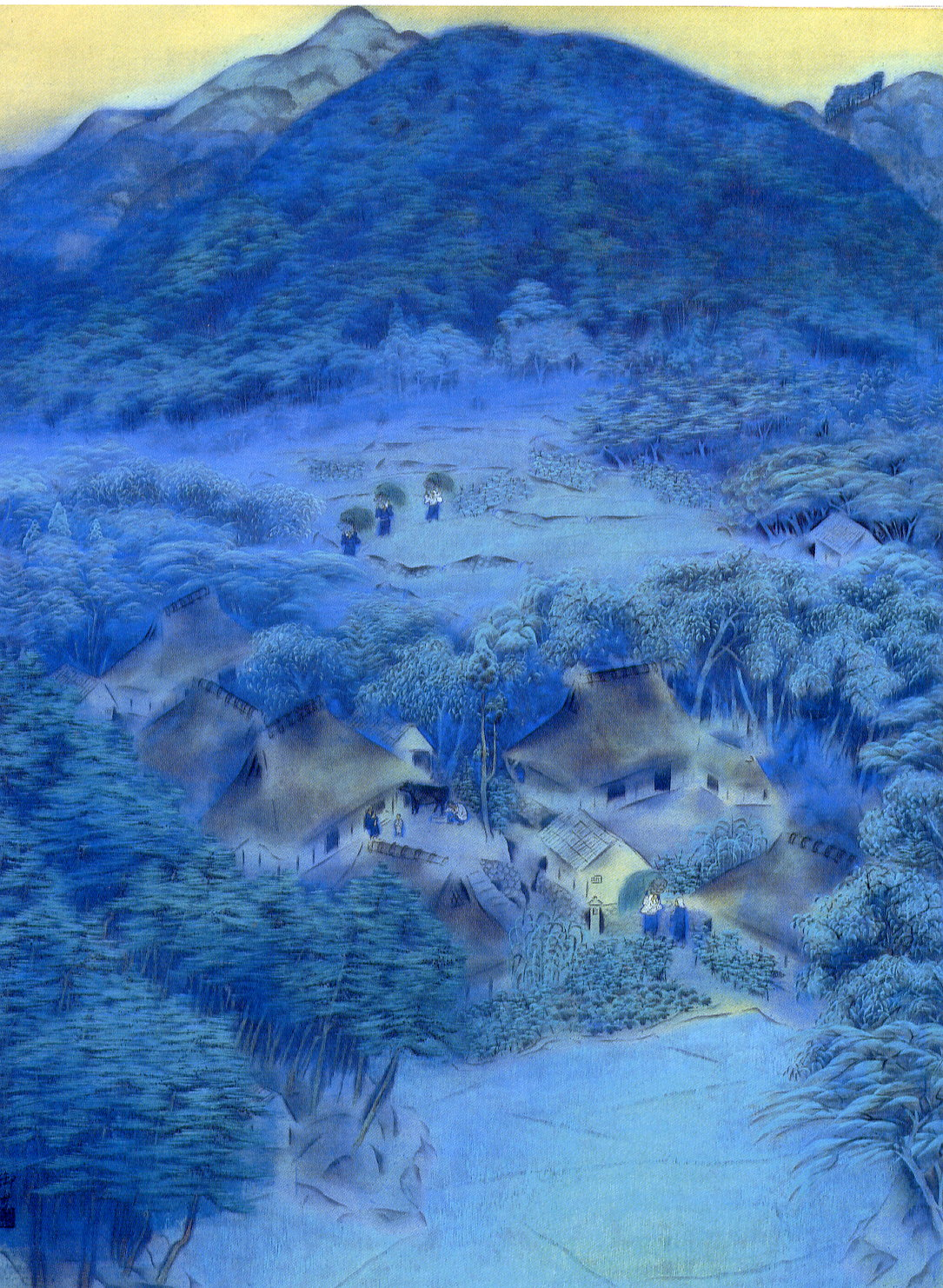
Umgebung von Kyōto
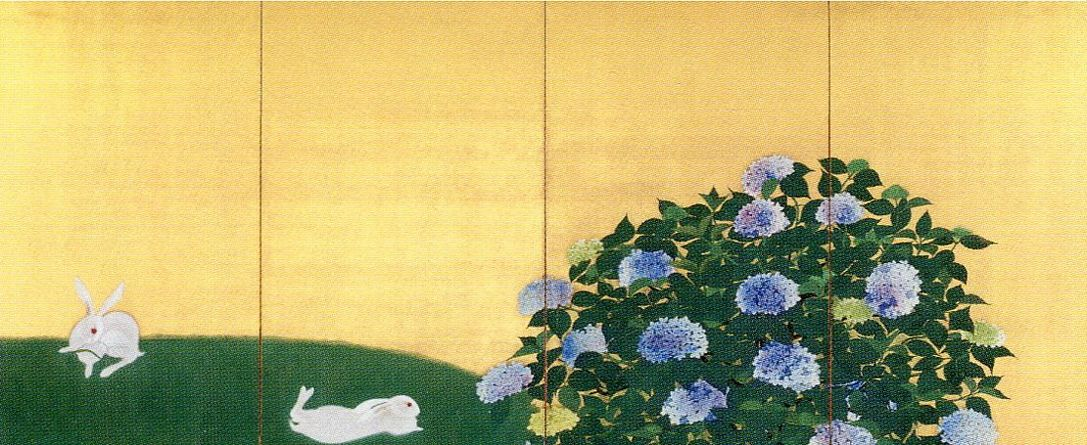
Stellschirm links, Wiesengrün
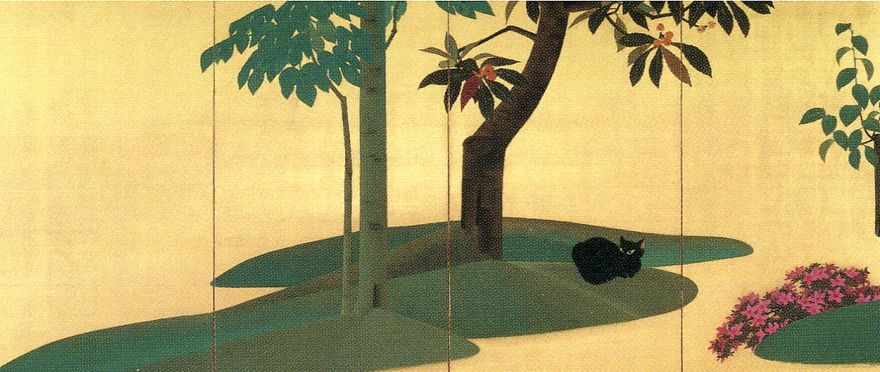
Stellschirm rechts, Moosgrün
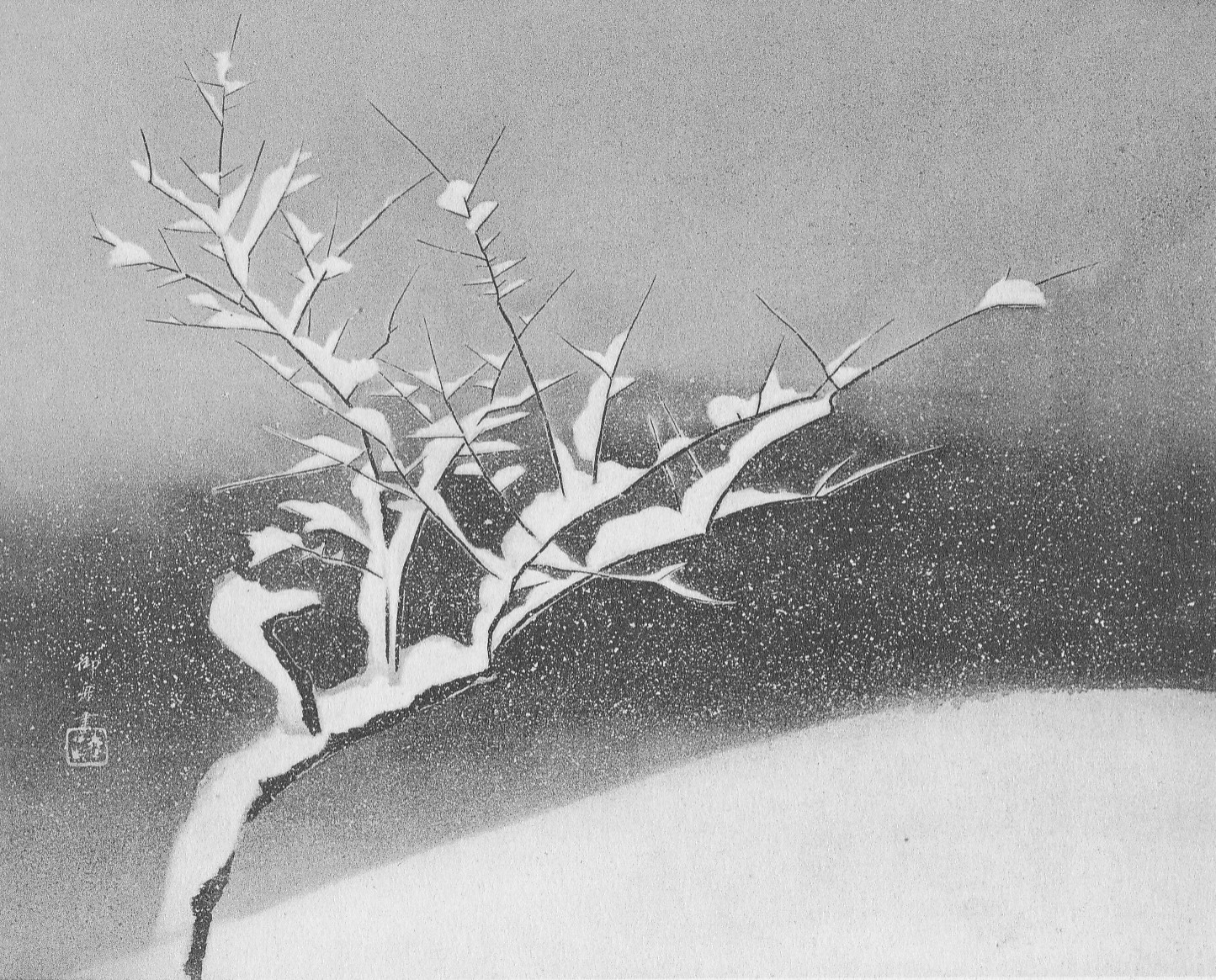
Nächtlicher Schnee, 1930[A 3]
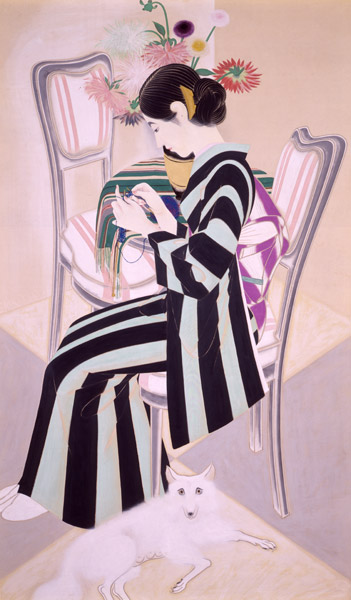
Am Tisch, 1932